# Harkay Pál
Harkay Pál (Nagylak, 1913. szeptember 16. – Vác, 1980. február 6.) magyar geográfus, gyakorlóiskolai tanár.

## Életpályája
Szülei: Harkay József és Tassy Zsuzsanna voltak. 1937-ben a budapesti tudományegyetemen földrajz-történelem szakán diplomázott. Ezután a Firenzei Egyetemen művészettörténeti tanulmányokat folytatott, majd államvizsgát tett. 1939-től Kassán, majd Keszthelyen és Budapesten középiskolákban tanított. 1947–1955 között a Budapesti Pedagógiai Főiskola földrajzi tanszéken adjunktus volt. Ezután az Apáczai Csere János Gimnáziumban 23 éven át gyakorlóiskolai vezető földrajztanár volt.

### Munkássága
Kidolgozta a földrajztanítás problémafelvető módszerét. A Magyar Földrajzi Társaság választmányi tagja, a Tudományos Ismeretterjesztő Társulat földtudományi szakosztályának vezetőségi tagja, a Föld és Ég folyóiratnak szerkesztőbizottsági tagja volt. Földrajzi oktatásmódszertani és ismeretterjesztő írásai a Köznevelésben, a Földrajztanításban, a Föld és Égben, valamint az Élet és Tudományban jelentek meg.

## Díjai
- Apáczai Emlékérem (1978)[4]